# Калайдисване
Калайдисване е общо понятие за различни методи за покритие с калай. Чрез калайдисването се прави калаено покритие на повечето видове метални предмети. Въпреки че калая притежава една добра корозионна устойчивост, това не е главната причина да се използва за покрития. Най-важните свойства са безвредността му спрямо хранителните продукти включително при гореща обработка и спояемостта.
Предмети, които се калайдисват са обикновено от стомана, от мед или от медни сплави.

## Горещо калайдисване
При този метод предметите, които трябва да се калайдисат, след подходяща обработка се потапят във вана с разтопен калай. При изваждането от ваната, калая покрива повърхността и образува здрав слой. Този метод се използва широко в промишлеността и при домашни условия за калайдисване на медни проводници.
Широко приложение в съвременността този метод има за производство на бяла ламарина (калайдисана стоманена ламарина). С развитието на галванотехниката този метод намалява приложението си.
При медните проводници и елементи обаче горещото калайдисване има големи предимства. Основното предимство е образуването на легиращ слой на границата между медта и калая – и този слой осигурява голяма здравина на покривния слой.

### Калайдисване с калаена вана
Калайдисването или спояването с калаена вана е процес, който се използва за промишлени и любителски цели. За целта се използва вана за спойка с нискотемпературен припой.

#### Процес
Детайлите, които трябва да се спояват или калайдисват трябва да се омокрят с флюс. След това датайлите се поставят в приспособлението и потапят в разтопения припой за 2 до 12 секунди. След изваждането се охлаждат за няколко секунди, за да се получи гладко покритие. Температурата на ваната се настройва по температурата на топене на припоя и изискванията за процеса. При някои операции на спойване и калайдисване, както е при използването на емайлиран проводник е необходимо да се повиши много температурата, за да се стопи изолацията на проводника.
Трябва да се има предвид, че с покачването на температура на стопения калай, той разтваря медта и при тънки проводници може да стигне до пълното му разтваряне. За намаляване на този процес, трябва да се ограничи до минимум времето за калайдисване/спояване и добавят други съставки към чистия калай.

#### Вани за калайдисване
Поради голямата „агресивност“ на разтопения калай към металите има специални изисквания към материалите, от които се изработват ваните за горещо калайдисване. Използват се различни покрития като титан и съединенията му, високотемпературни бои, специални сплави и др.

## Галванично покритие
При галваничното калайдисване детайлите след подходяща повърхностна обработка се потапят в калаен електролит. При включването на електрическо напрежение на повърхността на детайла се нанася калаено покритие. При този метод може да се получават много тънки покрития от няколко микрона и така разхода на материал е много малък. Този метод има голямо значение за производството на бяла ламарина за хранително–вкусовата промишленост и за електронната промишленост (медни контакти, медни елементи и електронни елементи).
Специално за електронната промишленост свойството на чистия калай да образува дълги фини кристални структури с дължина над 100 микрона (Whiskerbildung). Тези кристали представляват голяма опасност за електроните възли и елементи, поради много малките размери и близки разстояния между токопроводящите шини.
Използва се и комбинация от галваничното и горещото калайдисване, като след галваничното покритие се загрява покритието над температурата на топене на калая. По този начин се постига тънко покритие с легиращ слой.

## Химическо калайдисване
Чрез използване на химически разтвори на калаени соли и добавки е възможно едно безтоково калайдисване на медни повърхности. Процеса не е сложен и може да се изпълни и при домашни условия. Получаваното покритие е много гладко и с дебелина от няколко микрона. 

## Области на използване
В консерната промишленост, електротехниката, електрониката и др.